# 勞紀念圖書館
勞紀念圖書館（Low Memorial Library）是哥倫比亞大學在1895年興建的一座圖書館，紀念學校主席塞斯·勞（Seth Low），曾是哥倫比亞大學的主圖書館。圖書館的圓頂是哥倫比亞大學的象徵之一。勞紀念圖書館在1967年被列入紐約市地標，在1979年被列入國家史跡名錄。虽然名为“Low Library”，但正如一句玩笑话所述，该建筑“既不low也不是library”，自1934年巴特勒图书馆（Butler Library）建成以来一直用作学校的办公场所。通往圖書館圓柱形立面的步驟是哥倫比亞學生的熱門聚會場所，也是丹尼爾切斯特·法輪奇的雕塑、大學象徵智慧女神的所在地。

## 外部連結
- 维基共享资源上的相關多媒體資源：勞紀念圖書館
- Low Memorial Library information by the School of General Studies
- 360-degree view of the Low Library rotunda
- Article on Low Library on WikiCU, a wiki edited by Columbia students （页面存档备份，存于）